# Osmunda japonica
Osmunda japonica ist eine Pflanzenart aus der Gattung der Königsfarne (Osmunda) innerhalb der Familie der Königsfarngewächse (Osmundaceae). Sie ist in Ostasien heimisch.

## Merkmale

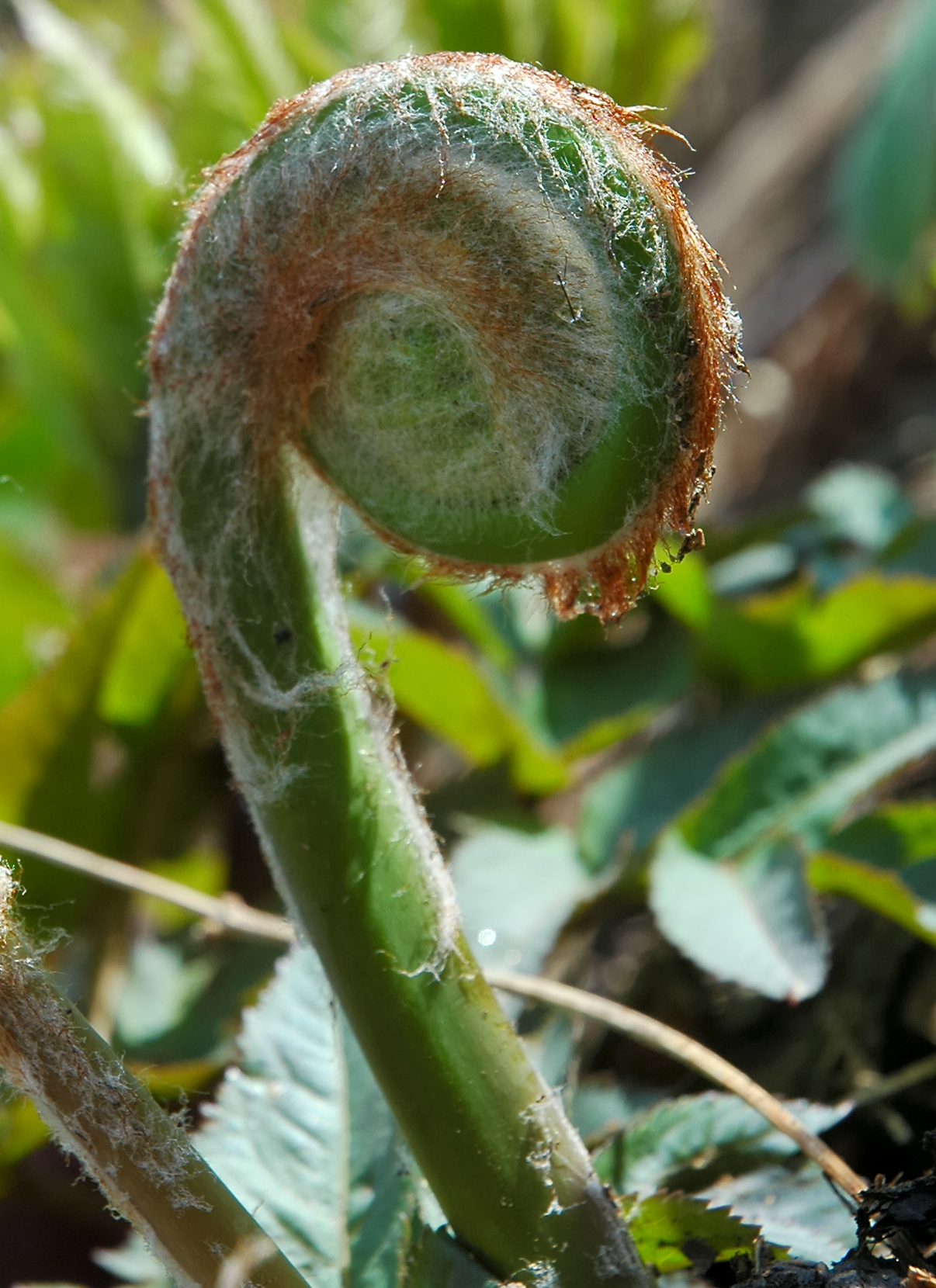
Ein junger, noch eingerollter Wedel im Frühjahr

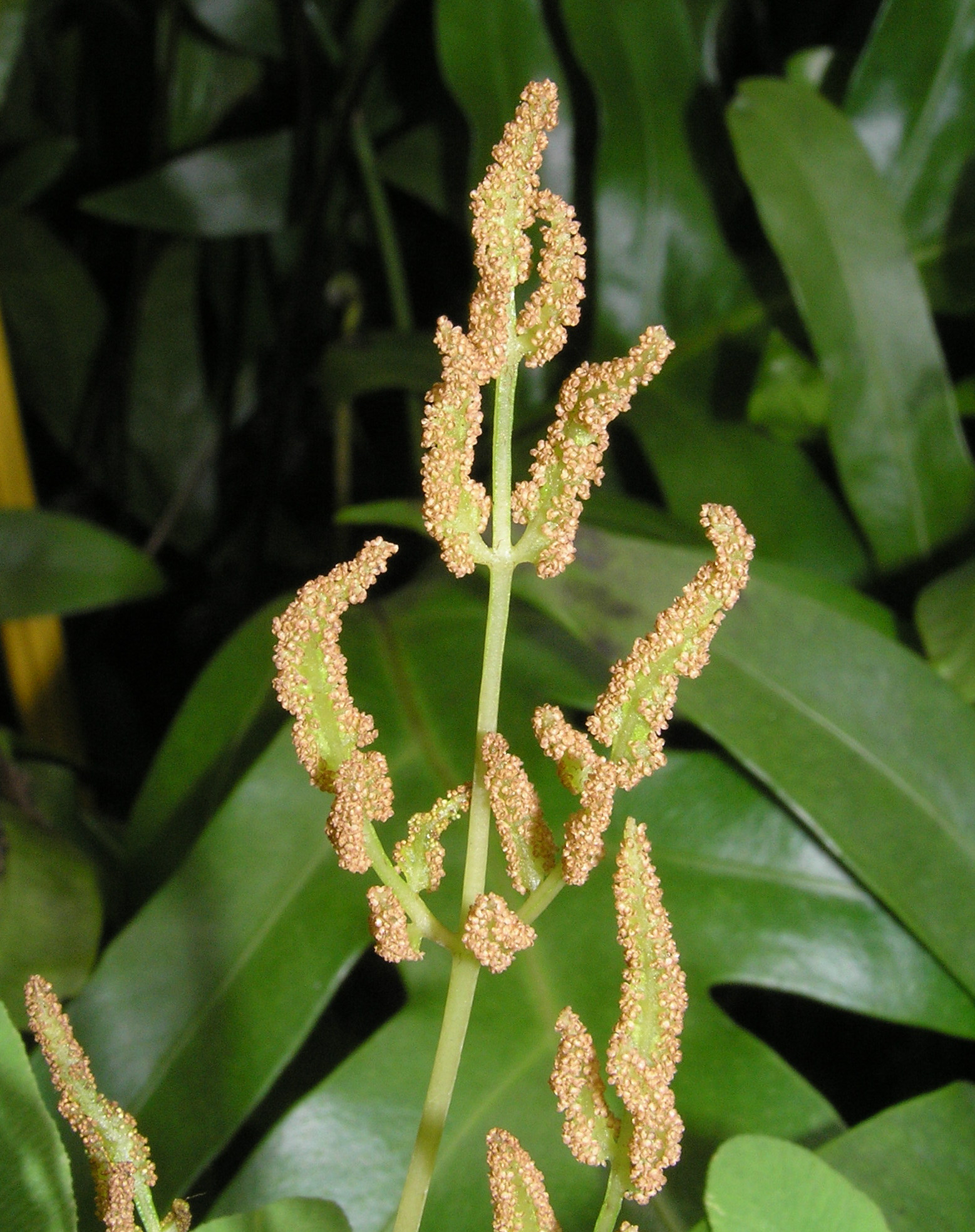
Fertiler Wedel

Osmunda japonica ist eine sommergrüne, ausdauernde krautige Pflanze, die Wuchshöhen von 20 bis 50 Zentimeter erreicht. Sehr junge, eingerollte Wedel sind dicht mit langen, flachen Haaren bedeckt. Sie bildet zwei unterschiedliche Wedel: sterile und fertile; selten befindet sich ein fertiler Abschnitt über dem sterilen am selben Wedel.
Die sterilen Wedel sind 50 bis 80 Zentimeter lang und zweifach-gefiedert. Die fast sitzenden Blättchen der sterilen Wedel sind 4 bis 6 cm lang und 1,5 bis 2 cm breit. Die kahlen oder leicht behaarten Blättchen besitzen einen leicht gesägten Rand.
Die fertilen Wedel, die Sporophylle, sind 20 bis 50 Zentimeter lang und zweifach-gefiedert. Die Sporangien stehen in dichten Gruppen an der Rhachis der Blattabschnitte erster Ordnung zusammen.

## Vorkommen
Osmunda japonica ist heimisch in Ostasien, vor allem in Japan, der Volksrepublik China, Korea, Taiwan und in Russlands Fernem Osten nur auf Sachalin. Die Art kommt außerdem in Pakistan, Indien, Nepal, Bhutan, Vietnam, Myanmar und Thailand vor. Osmunda japonica gedeiht in feuchten Wäldern und benötigt viel Sonnenlicht.

## Taxonomie
Die Erstveröffentlichung von Osmunda japonica erfolgte 1780 durch Carl Peter Thunberg in Nova Acta Regiae Societatis Scientiarum Upsaliensis, 3, S. 209. Ein Homonym ist Osmunda japonica Houtt. veröffentlicht in Maarten Houttuyn: Natuurlijke Historie, 2 (14), 1783, S. 57, Tafel 97, Figur 1. Synonyme für Osmunda japonica Thunb. sind: Osmunda biformis (Benth.) Makino, Osmunda regalis subsp. japonica (Thunb.) Á.Löve & D.Löve, Osmunda regalis var. biformis Benth., Osmunda regalis var. japonica (Thunb.) Milde, Osmundastrum japonicum (Thunb.) C.Presl.